# 정광필
정광필(鄭光弼, 1462년 ~ 1538년)은 조선중기의 문신이다. 자는 사훈(士勛), 호는 수부(守夫), 본관은 동래, 시호는 문익(文翼)이다.

## 생애

### 성종, 연산군 시절
1492년(성종 23)에 진사에 올라 그 해 식년 문과에 급제하여, 벼슬살이를 하였다. 그 과정에서 이극균의 발탁으로 성종실록 편찬에 참여하기도 하였다. 이후 정언, 수찬, 검토관, 집의 등을 거쳐서 1504년(연산 10)에는 이조참의로 있으면서 연산군의 사냥에 대해 간하다가 아산으로 유배되었다.

### 중종반정 이후
중종반정이 있었던 1506년 이후에는 이조참판으로 임명되고 이후 병조참판, 대사헌, 한성부판윤 등을 지내다가 이조판서, 예조판서를 거쳐 1510년, 우참찬으로 전라도도순찰사로 임명되었는데, 삼포왜란 때 모든 병력을 동원하여 왜구와 일본군들을 총진압하였다. 그 공으로 병조판서와 우참찬을 역임했고, 좌참찬 또한 역임했으며 1512년 함경도관찰사로 기민구제에 공헌하였다. 그 뒤 성희안의 추천으로 1513년(중종 8) 우의정에 임명되었다. 이후 14년 동안 정승에 있었는데, 영의정에는 11년 동안 지냈다. 이후 우의정과 좌의정을 거쳐서 영의정이 된다.

#### 조광조와의 대립, 변호
조광조가 정몽주와 김굉필의 문묘종사를 제기할 때 정광필은 조광조의 스승이었던 김굉필에 대해서는 미흡한 점이 있다 주장한 바가 있었고, 이 후 조광조 측에서 제기했던 현량과에 대해서도 "조종의 과거제도를 준수하는 것만 못한다."라고 강력히 반대했던 바가 있었다.
정광필은 자신의 자제가 김굉필의 문하생인데 추향이 지극히 바르고 실천이 독실한 사람이기는 하나 문묘 종사에는 신중해야 할 것이라고 신중론을 폈다.
이 후에도 조광조 측의 각종 개혁안에 보수적인 의견을 내는 경향을 보였다. 하지만, 조광조의 의견에 무조건적인 반대만을 외친 것도 아니었다. 소격서의 혁파와 정국공신(중종반정의 공신) 개정 등 당시 유학자로써는 정광필도 동의하는 모습을 보였다.
또한, 기묘사화로 조광조가 죄를 받게 되었을 때 정광필은 눈물로 호소하며, 선처를 청하기도 하였다. 기묘사화를 주도했던 남곤이 정광필을 끌어들이려 했다는 실록의 기록이 있었지만, 기묘사화 당시 정광필이 남곤을 무섭게 노려봤다는 점에서 남곤이 정광필을 끌어들이지 않았다는 가능성을 품고 있다. 그 뒤 조광조의 사사가 결정되었을 때 정광필이 가장 슬퍼했다고 한다.

#### 기묘사화 이후
기묘사화 당시 조광조를 변호한 부분이 문제가 되어 영중추부사로 좌천되었다가, 곧 다시 좌의정으로 임명되었으며 남곤이 죽은 뒤 1527년 다시 영의정에 임명되었다.
그 뒤 김안로의 편에 들었던 대간들이 박원종의 서자인 박운과 복성군 사사에 대해 홀로 반대하는 등 김안로의 눈 밖에 나게 되었다. 그 뒤 김안로는 장경왕후의 희릉에 대해 문제를 제기하였다. '산릉 조성 작업 도중에 암반이 나왔는데, 암반을 파낸 자리에 국모를 안장한 것은 지기가 끊어진다'하였던 것이다. 실제로 암반이 나왔으나, 길흉을 점친 결과, 몇 자 아래로 옮겨써도 괜찮다고 하였기에 암반이 나온 자리에서 몇 자 아래로 옮겼던 것이었는데, 김안로가 직접 나서 천장을 강력히 요구하였고, 그의 뜻대로 천장을 하게 되었다.
그 뒤 김안로 측에서는 관련자였던 정광필에 대한 처벌을 상소하였고, 결국 정광필은 유배형에 처해졌다. 김해에 유배되었다가 풀려나서 중추부영사가 되었다. 유배생활이 풀려난 이듬해에 향년 77세로 눈을 감았다.

## 가족 관계
- 할아버지 : 정사(鄭賜)
  - 아버지 : 정난종(鄭蘭宗)
  - 어머니 : 이지지의 딸
    - 부인 : 송순년의 딸
      - 장남 : 정노겸(鄭勞謙)
      - 자부 : 김물의 딸
        - 손자 : 정유인(鄭惟仁)
        - 손녀 : 신여량에게 출가

      - 차남 : 정휘겸(鄭撝謙)
      - 자부 : 권조의 딸
      - 삼남 : 정익겸(鄭益謙)
      - 자부 : 최자식의 딸
        - 손자 : 정유의(鄭惟義)

      - 자부 : 이승형의 딸
        - 손자 : 정유신(鄭惟愼)
        - 손자 : 정유서(鄭惟恕)
        - 손자 : 정유청(鄭惟淸)
        - 손자 : 정유순(鄭惟醇)
        - 손자 : 이연에게 출가
        - 손자 : 장진에게 출가

      - 사남 : 정복겸(鄭福謙)
      - 자부 : 이수영의 딸
        - 손자 : 정유길(鄭惟吉), 문화인 류자신의 장인
          - 증손녀:봉원부부인 정씨-유자신의 처

        - 손자 : 정유경(鄭惟慶)
        - 손녀 : 이문은에게 출가
        - 손녀 : 김발에게 출가
        - 손녀 : 홍덕수에게 출가
        - 손녀 : 신문빈에게 출가
        - 손녀 : 이응생에게 출가

    - 측실 : 이름 모름

## 평가
《박시백의 조선왕조실록 - 중종실록》에서 박시백은 유학자이면서도 현실적인 정치에 대한 유연함을 가지고 있었다고 평가하였다. 하지만, 제대로 된 실권을 가지지 못하였고, 중종은 정광필의 말에 참고만 했을 뿐이었다. 하지만, 정광필은 좌절하지 않고, 시세에 상관없이 자신의 판단에 의해 행동하였는데, 이는 조광조와 김안로가 득세할 때에 여실히 드러났다. 조광조의 개혁 정치에 가장 강력히 반대의견을 냈으나, 기묘사화 당시 조광조의 사사를 강력히 반대했다는 점을 볼 때 조광조의 개혁 정치를 적절히 제어할 수 있었던 보수주의자였다고 평가한다

## 정광필이 등장한 작품
- 조광조 - 남일우
- 여인천하 - 김호영